# Acanthocinus hutacharerae
Acanthocinus hutacharerae là một loài bọ cánh cứng trong họ Cerambycidae.